# Championnats des Balkans d'athlétisme 2018
Navigation
Édition précédente Édition suivante
La 73e édition des Championnats des Balkans d'athlétisme de 2018 s'est déroulée à Stara Zagora en Bulgarie, les 20 et 21 juillet 2018.

## Compétition
Stara Zagora accueille la compétition pour la troisième fois après 1985 et 2013.
Deux records des championnats sont battus : au triple saut féminin avec 14,60 m (+ 1,7 m/s) par la Grecque Paraskeví Papahrístou, et au lancer du javelot féminin par la Serbe Marija Vučenović avec 60,60 m.
La Bulgare Inna Eftimova réalise le doublé 100 m / 200 m.
En fin de compétition, la Roumanie est de nouveau déclarée meilleure nation. Elle remporte le plus de titres (9) et le plus de médailles (23).

## Résultats

### Hommes
| Épreuves           | Or                                                                               | Argent                                                                                              | Bronze                                                                      |
| ------------------ | -------------------------------------------------------------------------------- | --------------------------------------------------------------------------------------------------- | --------------------------------------------------------------------------- |
| 100 m Vent : - 1,5 | Ioannis Nifadopoulos 10 s 36                                                     | Denis Dimitrov 10 s 37                                                                              | Ionut Andrei Neagoe 10 s 42                                                 |
| 200 m Vent : - 1,5 | Panayiotis Trivyzas 20 s 87                                                      | Ionut Andrei Neagoe 20 s 88                                                                         | Denis Dimitrov 20 s 92                                                      |
| 400 m              | Batuhan Altıntaş 46 s 13                                                         | Yavuz Can 46 s 37                                                                                   | Robert Parge 46 s 44                                                        |
| 800 m              | Sven Cepuš 1 min 47 s 51                                                         | Musa Hajdari 1 min 48 s 29                                                                          | Cosmin Trofin 1 min 48 s 31                                                 |
| 1 500 m            | Elzan Bibić 3 min 43 s 36                                                        | Yervand Mkrtchyan 3 min 44 s 55                                                                     | Andreas Dimitrakis 3 min 44 s 95                                            |
| 5 000 m            | Chiș Laviniu Mădălin 14 min 26 s 07                                              | David Nikolli 14 min 32 s 22                                                                        | Sezgin Ataç 14 min 32 s 73                                                  |
| 110 m haies Vent : | Konstadínos Douvalídis 13 s 63                                                   | Roman Suprun 14 s 22                                                                                | Batuhan Buğra 14 s 30                                                       |
| 400 m haies        | Emir Bekrić 51 s 05 SB                                                           | Hrvoje Čukman 51 s 15 SB                                                                            | Rusmir Malkočević 51 s 90 SB                                                |
| 3 000 m steeple    | Mitko Tsenov 8 min 45 s 50                                                       | Turgay Bayram 8 min 55 s 85                                                                         | Ivo Balabanov 9 min 1 s 44                                                  |
| 4 × 100 m          | Roumanie Costin Homiuc Alexandru Terpezan Ioan Melnicescu Petre Rezmiveș 39 s 48 | Grèce Efthimios Stergioulis Ioannis Nifadopoulos Panayiotis Trivyzas Konstadínos Douvalídis 39 s 84 | Israël Asaf Malka Dayan Aviv Imri Persiado Gal Arad 40 s 29                 |
| 4 × 400 m          | Turquie Abdullah Tütünci Yavuz Can Ahmet Kasap Batuhan Altıntaş 3 min 7 s 17     | Roumanie Cristian Radu Constantin Andonii David Nastase Robert Parge 3 min 8 s 29                   | Croatie Mateo Parlov Hrvoje Čukman David Šalamon Mateo Kovačić 3 min 9 s 04 |
| Saut en hauteur    | Alperen Acet 2,24 m                                                              | Dmitry Kroyter 2,21 m SB                                                                            | Konstadínos Baniótis 2,21 m                                                 |
| Saut à la perche   | Ivan Horvat 5,30 m                                                               | Thodoris Chrysanthopoulos 5,10 m                                                                    | Ersu Şaşma 5,00 m                                                           |
| Saut en longueur   | Miltiádis Tedóglou 8,17 m                                                        | Strahinja Jovančević 7,70 m SB                                                                      | Denis Eradiri 7,70 m                                                        |
| Triple saut        | Dimítrios Tsiámis 16,67 m                                                        | Momchil Karailiev 16,56 m SB                                                                        | Georgi Tsonov 16,16 m                                                       |
| Lancer du poids    | Andrei Gag 20,19 m                                                               | Nikólaos Skarvélis 20,12 m                                                                          | Mesud Pezer 19,72 m                                                         |
| Lancer du disque   | Alin Firfirică 63,76 m                                                           | Apóstolos Paréllis 62,87 m                                                                          | Danijel Furtula 61,88 m                                                     |
| Lancer du marteau  | Eşref Apak 76,21 m                                                               | Mihaíl Anastasákis 74,93 m                                                                          | Serghei Marghiev 72,30 m                                                    |
| Lancer du javelot  | Vedran Samac 76,80 m                                                             | George Catalin Zaharia 75,92 m                                                                      | Mark Slavov 73,53 m                                                         |
| Décathlon          | Darko Pešić 7 658 pts                                                            | Alexandros Spyridonidis 7 336 pts                                                                   | Aleksandar Grnović 7 165 pts                                                |

### Femmes
| Épreuves                 | Or                                                                                           | Argent                                                                                          | Bronze                                                                               |
| ------------------------ | -------------------------------------------------------------------------------------------- | ----------------------------------------------------------------------------------------------- | ------------------------------------------------------------------------------------ |
| 100 m Vent : - 1,5       | Inna Eftimova 11 s 45                                                                        | Diana Weissman 11 s 53                                                                          | Olivia Fotopoulou 11 s 55                                                            |
| 200 m Vent : - 1,0       | Inna Eftimova 23 s 11 SB                                                                     | Olivia Fotopoulou 23 s 57                                                                       | Karin Okolie 23 s 70                                                                 |
| 400 m                    | Eléni Artymatá 51 s 29                                                                       | Tamara Salaški 52 s 26                                                                          | Bianca Răzor 52 s 96                                                                 |
| 800 m                    | Konstantina Giannopoulou 2 min 04 s 65                                                       | Florina Pierdevara 2 min 09 s 01                                                                | Jerneja Smonkar 2 min 09 s 47                                                        |
| 1 500 m                  | Lenuta Petronela Simiuc 4 min 20 s 81                                                        | Florina Pierdevara 4 min 22 s 94                                                                | Damla Çelik 4 min 25 s 56                                                            |
| 5 000 m                  | Teodora Simović 16 min 41 s 80                                                               | Emine Hatun Tuna 16 min 44 s 79                                                                 | Sümeyye Erol 16 min 46 s 18                                                          |
| 100 m haies Vent : - 0,6 | Andrea Ivančević 12 s 93 SB                                                                  | Elisávet Pesirídou 13 s 04 SB                                                                   | Ivana Lončarek 13 s 17                                                               |
| 400 m haies              | Sanda Belgyan 56 s 69 PB                                                                     | Elif Gören 58 s 05                                                                              | Emel Şanli 59 s 33                                                                   |
| 3 000 m steeple          | Claudia Prisecaru 10 min 05 s 89                                                             | Sümeyye Erol 10 min 11 s 78                                                                     | Lora Ontl 11 min 18 s 83                                                             |
| 4 × 100 m                | Grèce Grigoría-Emmanouéla Keramidá Elisávet Pesirídou Ekaterini Sarri Korina Politi 45 s 43  | Roumanie Ana Maria Rosianu Ioana Teodora Gheorghe Roxana Maria Ene Marina Andreea Baboi 45 s 55 | Bulgarie Viktoriya Georgieva Radostina Stoyanova Karin Okolie Inna Eftimova 45 s 62  |
| 4 × 400 m                | Roumanie Cristina Daniela Balan Camelia Florina Gal Sanda Belgyan Bianca Răzor 3 min 33 s 56 | Grèce Elpida Karkalatou Despina Mourta Evangelia Zigori Anna Vasiliou 3 min 33 s 89             | Serbie Zorana Barjaktarović Tamara Salaški Bojana Kaličanin Maja Ćirić 3 min 34 s 64 |
| Saut en hauteur          | Mirela Demireva 1,95 m                                                                       | Liliia Klintsova 1,84 m                                                                         | Rümeysa Ökdem 1,84 m PB                                                              |
| Saut à la perche         | Buse Arıkazan 4,00 m                                                                         | Elija Valentić 3,80 m                                                                           | Aikaterini Vagena 3,80 m                                                             |
| Saut en longueur         | Florentina Costina Iusco 6,59 m                                                              | Gabriela Petrova 6,48 m                                                                         | Angela Moroșanu 6,48 m                                                               |
| Triple saut              | Paraskeví Papahrístou 14,74 m w                                                              | Gabriela Petrova 14,34 m                                                                        | Paola Borović 13,55 m PB                                                             |
| Lancer du poids          | Radoslava Mavrodieva 18,95 m PB                                                              | Dimitriana Surdu 17,36 m                                                                        | Statia Scarvelis 15,51 m                                                             |
| Lancer du disque         | Dragana Tomašević 60,19 m                                                                    | Hrisoúla Anagnostopoúlou 58,76 m                                                                | Estel Valeanu 51,46 m                                                                |
| Lancer du marteau        | Zalina Petrivskaya 71,36 m                                                                   | Bianca Perie-Ghelber 68,88 m                                                                    | Stamatia Scarvelis 68,48 m                                                           |
| Lancer du javelot        | Marija Vučenović 60,60 m CR,PB                                                               | Sofía Ifadídou 57,37 m                                                                          | Florina Andreea Necşoiu 52,24 m                                                      |
| Heptathlon               | Mladena Petrušić 4 990 pts                                                                   | Iva Aleksandrova 4 789 pts                                                                      | Ljiljana Matović 4 593 pts                                                           |

### Tableau des médailles
| Rang  | Nation             | Or | Argent | Bronze | Total |
| ----- | ------------------ | -- | ------ | ------ | ----- |
| 1     | Roumanie           | 9  | 8      | 6      | 23    |
| 2     | Grèce              | 8  | 9      | 5      | 22    |
| 3     | Serbie             | 8  | 2      | 2      | 12    |
| 4     | Turquie            | 5  | 6      | 8      | 19    |
| 5     | Bulgarie           | 5  | 5      | 7      | 17    |
| 6     | Croatie            | 3  | 2      | 5      | 10    |
| 7     | Chypre             | 1  | 2      | 1      | 4     |
| 8     | Moldavie           | 1  | 1      | 1      | 3     |
| 9     | Bosnie-Herzégovine | 1  | -      | 2      | 3     |
| 10    | Monténégro         | 1  | -      | 2      | 3     |
| 11    | Israël             | -  | 2      | 2      | 4     |
| 12    | Ukraine            | -  | 2      | -      | 2     |
| 13    | Albanie            | -  | 1      | -      | 1     |
| 13    | Kosovo             | -  | 1      | -      | 1     |
| 13    | Arménie            | -  | 1      | -      | 1     |
| 16    | Slovénie           | -  | -      | 1      | 1     |
| Total | Total              | 41 | 41     | 41     | 123   |